# Amilcare Sgalbazzi
Amilcare Giuseppe Sgalbazzi (Genivolta, 11 giugno 1955) è un ex ciclista su strada italiano.
Professionista dal 1977 al 1984, vanta in palmarès la vittoria di una tappa al Giro d'Italia 1979.

## Carriera
Gregario di Gianbattista Baronchelli, Moreno Argentin e Giovanni Battaglin, seguì questi dando il suo prezioso contributo in importanti squadre degli anni settanta e ottanta.
Da professionista ottenne un solo grande successo nel 1979, quando riuscì vincere la diciottesima tappa del Giro d'Italia.

## Palmarès
- 1979

18ª tappa Giro d'Italia (Trento > Barzio)

## Piazzamenti

### Grandi Giri
- Giro d'Italia

1977: 17º
1979: 14º
1980: ritirato (20ª tappa)
1981: 40º
1982: 16º
1983: 60º
1984: 58º
- Tour de France

1979: ritirato (9ª tappa)
1982: ritirato (8ª tappa)
- Vuelta a España

1981: 24º